# مقاطعة وايت باين
مقاطعة وايت بين (بالإنجليزية: White Pine  County)‏ هي إحدى مقاطعات ولاية نيفادا في الولايات المتحدة الأمريكية.